# رولف ماير
رولف ماير (بالألمانية: Rolf Meyer )‏ (و. 1951 – 2014 م) هو سياسي، من ألمانيا، كان عضوًا في الحزب الديمقراطي الاجتماعي الألماني، توفي عن عمر يناهز 63 عاماً.

## مناصب
تولى منصب عضو مجلس الشورى الموحد من ولاية سكسونيا السفلى.